# Вендія
Вендія — маленька викопна тварина, один з представників едіакарської фауни.
Перший типовий вид Vendia sokolovi був знайдений в зразках зі свердловини в Яренську (Архангельська область) на початку 1960-х і описана Борисом Келлером в 1969 р..

## Опис
Тіло вендії — овальне, завдовжки від 4,5 до 12,5 мм. Воно повністю розділене на сегменти (ізомери), які розташовані по черзі у два ряди вздовж осі тіла. Великі ізомери перекривають менші, але задні краї всіх ізомерів залишаються вільними. Поперечні елементи звужуються до заднього кінця тіла і нахилені в тому ж напрямку. На відбитках помітно поглиблення уздовж тіла, яке інтерпретується як травно-розподільна система, яка складається з простої осьової трубки та коротких бічних придатків, розташованих вздовж межі між ізомерами. За винятком першого ізомера Vendia rachiata, всі ізомери мають один бічний придаток.

## Види
- Vendia sokolovi — представлена одним зразком довжиною 11 мм з сімома сегментами[3][4].
- Vendia rachiata — відрізняється від Vendia sokolovi меншою кількістю сегментів: при довжині 12,5 мм вона має тільки 5 сегментів[3].